# Abdul Mateen
Abdul Mateen (* 10. August 1991 in Bandar Seri Begawan, Brunei; vollständiger Name Abdul Mateen ibni Sultan Haji Hassanal Bolkiah, Jawi: عبد المتين) ist ein Mitglied der Königsfamilie von Brunei. Er ist das zehnte Kind und der vierte Sohn von Bruneis Sultan Hassanal Bolkiah und seiner ehemaligen zweiten Frau Puan Hajah Mariam binti Haji Abdul Aziz.

## Ausbildung
Mateen wurde an der St. Andrew's School in Bandar Seri Begawan, seiner Geburtsstadt, eingeschult. Für die weiterführende Schule besuchte er das Paduka Seri Begawan Sultan Science College sowie die Jerudong International School.
2014 erreichte Mateen am King’s College London den Abschluss Bachelor of Arts in internationaler Politik. 2016 schloss er ein Masterstudium in internationalen Studien und Diplomatie an der School of Oriental and African Studies der University of London erfolgreich ab.

## Werdegang

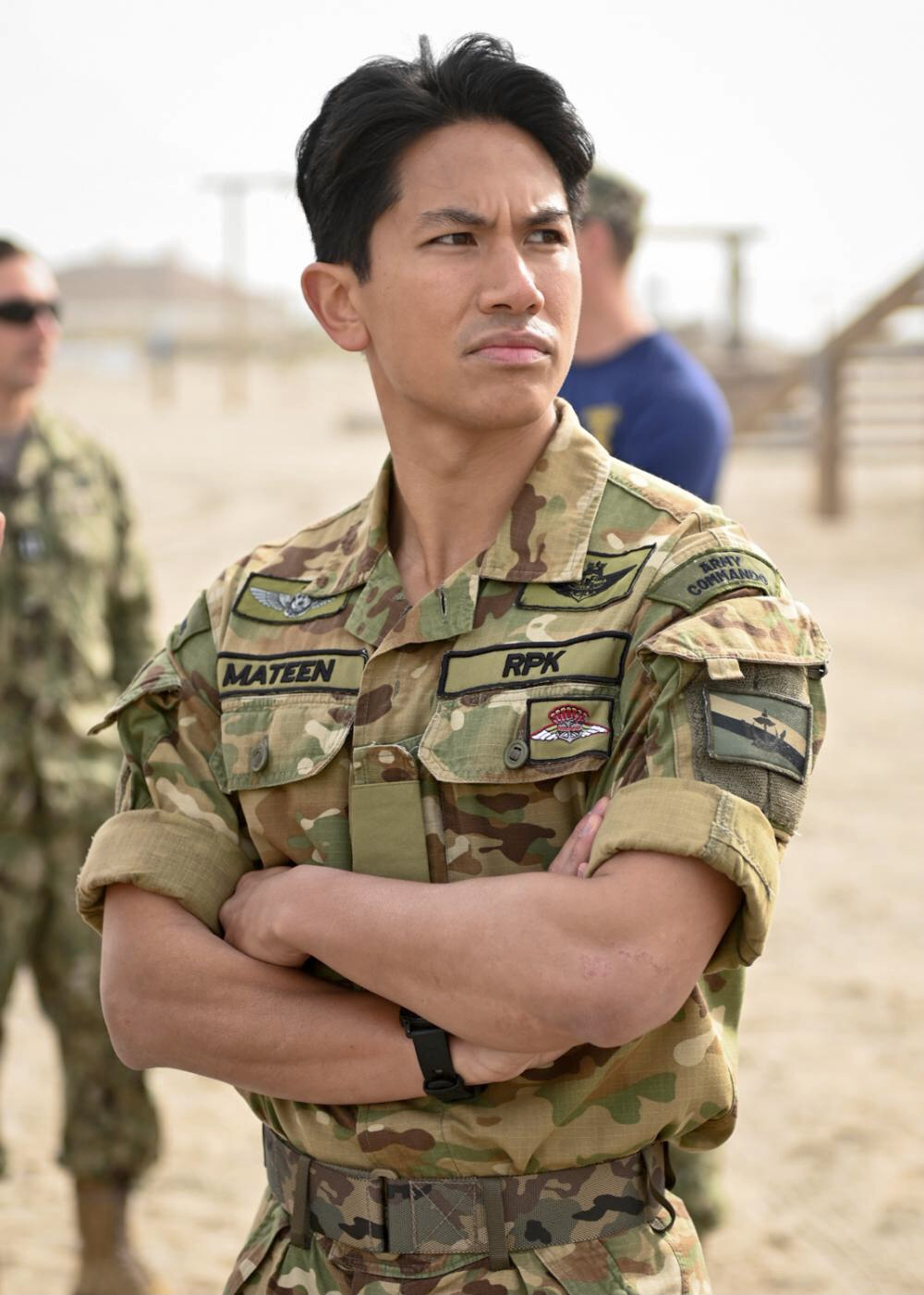
Mateen bei einem Besuch der Naval Special Warfare Units 06

### Militärlaufbahn
Mateen interessierte sich schon in jungen Jahren für militärische Angelegenheiten und nahm aktiv an einer Reihe von militärischen Veranstaltungen teil. Am 9. Mai 2010 begann er im Alter von 18 Jahren gemeinsam mit 200 anderen Rekruten an der Königlichen Militärakademie Sandhurst seinen Einberufungskurs für Offiziere der Armee. Am 15. April 2011 beendete Mateen den „Sovereign's Parade Commissioning Course 102“ erfolgreich als Offiziersanwärter und wurde in den Rang eines Second Lieutenant befördert. Nach Abschluss der Ausbildung in Sandhurst wurde er den Life Guards des Household Cavalry Mounted Regiment und den Blues and Royals zugeteilt. Einem Bericht des Borneo Bulletin zufolge wurde Mateen später am 9. Juli 2012 in den Rang eines Substantive Lieutenant befördert. Am 9. Mai wurde er zum Acting Captain befördert.
2017 schloss Mateen eine siebenmonatige Grundausbildung auf dem „No. 200 Elementary Flying Training Course“ in der RAF Cranwell ab, im März 2018 wurde er Hubschrauberpilot in der Defence Helicopter Flying School („Single Engine Rotary Wing Flying Training No. 191 RW Course“) in der RAF Shawbury. Sein Vater verlieh ihm dort sein Flugbrevet (Flügel). Am 30. Juni 2019, im Rahmen der Feierlichkeiten zum 58. Jahrestag der Royal Brunei Armed Forces (RBAF), erlaubte Mateens Vater, ihm die Ehrenmitgliedschaft im Special Forces Regiment zu verleihen. Im selben Jahr begann er den „61st Basic Military Freefall Course“ am Aviation Physiology Centre in Singapur.
Am 20. Mai 2021 wurde Mateen in den Rang eines Majors befördert. Später im selben Jahr durchlief Prinz Mateen vom 20. September bis zum 2. Dezember elf Wochen lang den „All Arms Commando Course (AACC)“ im Commando Training Centre Royal Marines (CTCRM) im Vereinigten Königreich, wo er das Green Beret erhielt. Die RAF berichtete, dass er die vorangegangenen zwei Wochen mit 64 anderen neuen Fallschirmspringern trainiert hatte. Nachdem er am 23. September 2022 den Fallschirmgrundkurs 1317 abgeschlossen hatte, fand die Verleihungszeremonie in RAF Brize Norton statt.

### Diplomatie
Vom 27. bis 29. November 2015 nahm Mateen als Vertreter seines Vaters an der 24. Tagung der Regierungschefs des Commonwealth in Malta teil. Außerdem war er bei der Einweihungsfeier des neuen Gebäudes des Oxford Centre for Islamic Studies im Mai 2017 anwesend.
Nach einem bilateralen Treffen der Staats- und Regierungschefs am 4. Oktober 2018 in Amman, bei dem drei Absichtserklärungen in den Bereichen Infrastruktur, Tourismus und Verteidigung sowie ein Abkommen über die Zusammenarbeit im Zollwesen unterzeichnet wurden, bekräftigten Brunei und Jordanien ihr langjähriges Bündnis. Später, am 19. Oktober, nahm er zusammen mit seinem Vater am 12. Asien-Europa-Treffen (ASEM) in Brüssel teil, wo Brunei forderte, dass die Gespräche über ein Freihandelsabkommen zwischen der Europäischen Union (EU) und der ASEAN wieder aufgenommen werden.
Am 22. Oktober 2019 war Mateen mit seinem Vater unter den Gästen der Thronbesteigung des japanischen Kaisers Naruhito. Im November nahmen beide an der Eröffnungszeremonie des 35. ASEAN-Gipfels und der damit verbundenen Gipfeltreffen in Muang Thong Thani teil. Am 19. September 2022 waren er und sein Vater in der Westminster Abbey beim Staatsbegräbnis von Königin Elisabeth II. anwesend.
Vom 13. bis 14. März 2023 nahm Prinz Mateen an einem Rundgang durch das in Coronado ansässige Naval Special Warfare (NSW) Command teil. Er kam mit Mitgliedern der NSW und Konteradmiral Keith B. Davids, Chef des Navy Special Warfare Command, zusammen, um über mögliche Bereiche der künftigen Zusammenarbeit zu sprechen. Wiederum zusammen mit seinem Vater nahm er an der Unterzeichnung des Ehevertrags, der königlichen Zeremonie zur Eheschließung und den Feierlichkeiten zu Ehren der königlichen Hochzeit von Prinz Hussein bin Abdullah und Rajwa Al Saif am 1. Juni 2023 teil.

### Sportliche Karriere
Prinz Mateen vertrat Brunei bei den Südostasienspielen 2017 und 2019 im Polosport. 2017 verfolgten fast 3.000 Zuschauer das Polospiel zwischen Brunei und Malaysia, bei dem Mateen und seine Schwester, Prinzessin Azemah Ni'matul Bolkiah, gegen den malaysischen Politiker Khairy Jamaluddin antraten. Mateen gewann bei beiden Spielen jeweils eine Bronzemedaille.
Der 48° Torneo Internacional de Polo endete 2019 im Santa María Polo Club mit dem Höhepunkt der Saison, dem Finale des High Goal Gold Cup, bei dem sein Team, MB Polo, zum ersten Mal die begehrte Meisterschaft gewann. Am 7. April 2007 trennten sich die AM Gunners um Kapitän Abdul Mateen im Rahmen eines Wohltätigkeitsspiels mit 1:1 unentschieden vom Team Projek Ikan Pusu (PIP). Das Spiel, das im Hassanal Bolkiah National Stadium stattfand, brachte insgesamt 12.192 B$ ein. Am 22. März 2008 fand am gleichen Ort ein weiteres Wohltätigkeitsspiel zwischen den von Mateen geleiteten AM Gunners und der lokalen Sportschule statt.

## Heirat

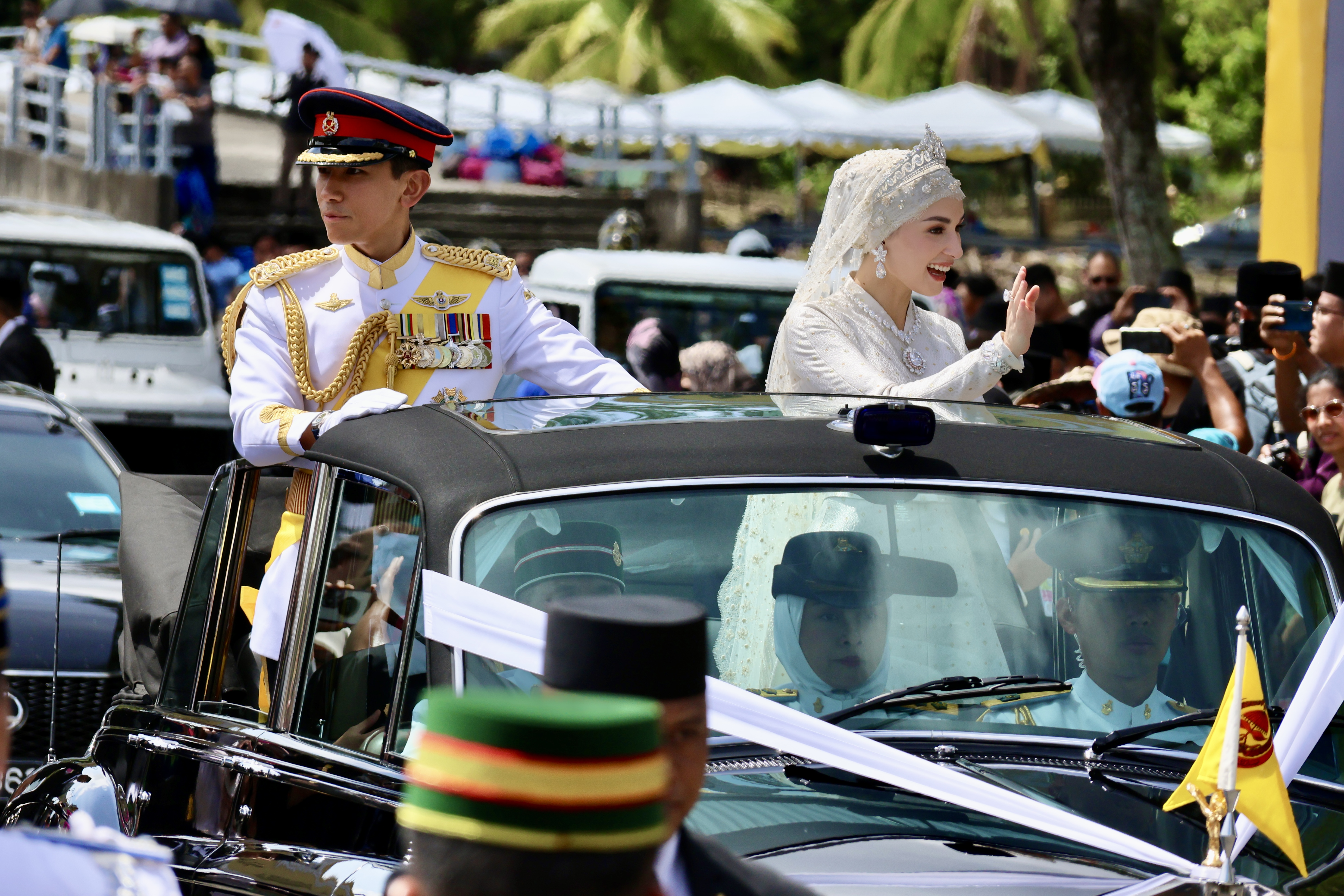
Heirat von Abdul Mateen und Anisha Rosnah im Januar 2024

Die Hochzeit von Mateen und Anisha Rosnah binti Adam wurde auf Anordnung von Hassanal Bolkiah ausgerufen. Am 7. Januar 2024 gab die Majlis Istiadat Bersuruh Diraja den Startschuss für die königliche Hochzeit. Die Feierlichkeiten dauerten zehn Tage und umfassten eine Reihe religiöser Zeremonien. Mateens Ankunft wurde mit einem Salut aus 17 Kanonen markiert, ihm voraus ging eine Prozession von vierzig Speerträgern. Anisha Rosnah erhielt vom Sultan und von Königin Saleha den gleichen Segen wie Mateen, bevor alle anderen eintrafen. Das Brautpaar trug zu diesem Anlass aufeinander abgestimmte karminrote Kleider.
Präsident Joko Widodo, Präsident Bongbong Marcos und Liza Araneta Marcos, Sultan Abdullah Shah und seine Ehefrau Tunku Azizah, König Jigme Khesar Namgyel Wangchuck und Königin Jetsun Pema, Premierminister Lee Hsien Loong und Ho Ching, Premierminister Anwar Ibrahim und Wan Azizah gehörten zu den besonderen Gästen der Hochzeit. Ebenfalls anwesend waren Prinzessin Noor bint Asem und Amr Zedan, Prinzessin Munira Al-Saud und Prinz Mamdouh, Sheikh Rashid, Tengku Muhammad Iskandar, Tunku Idris Iskandar, Tengku Fahd Mu'adzam und Tunku Aminah Maimunah.
Mateens Ehefrau Anisha Rosnah ist die Enkelin von Pehin Dato Isa, dem Sonderberater des Sultans von Brunei.

## Persönliches
Mateens Wohnsitz befindet sich in Istana Nurul Izzah, Jerudong. Zu seinen Hobbys gehören – neben Polo – Fußball, Reiten, Boxen, Skifahren, Tennis, Schlagzeug und Gitarre. Er ist der Gründer des Jab Boxing Gym.
Im April 2023 absolvierte er zusammen mit anderen Familienmitgliedern die Umra-Pilgerfahrt nach Mekka.